# Ferrovia Savigliano-Saluzzo-Cuneo
La ferrovia Savigliano-Saluzzo-Cuneo è una linea di interesse regionale che collega le città di Savigliano e Cuneo.
Nata dall'unione di due infrastrutture concepite in tempi diversi e inaugurate nel 1857 e nel 1892, la linea perse nel tempo buona parte dei suoi traffici a causa dell'espansione del trasporto su gomma; da giugno 2012 a fine 2018 la linea è stata interessata dal solo traffico merci per l'intero percorso. La ripresa del servizio viaggiatori è avvenuta il 7 gennaio 2019 nel solo tratto Savigliano-Saluzzo, che però l'anno successivo è stato nuovamente sospeso. Il servizio viaggiatori è ripreso sull'intera linea il 27 gennaio 2025 con l'arrivo di Arenaways.

## Storia

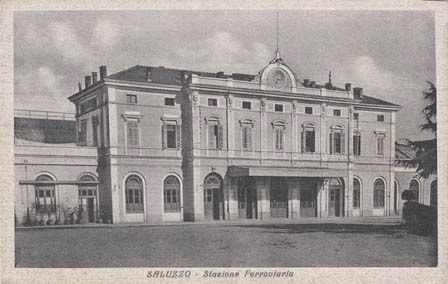
Il fabbricato viaggiatori di Saluzzo

Un collegamento ferroviario fra Savigliano e Saluzzo fu promosso a partire dal 1851 dagli abitanti di Saluzzo; nel luglio 1853 venne presentata da parte della Società della Strada Ferrata da Torino a Savigliano la richiesta di autorizzazione a studiare tale collegamento, il cui progetto di massima venne elaborato dall'ingegner Spurgazzi. La relativa concessione venne affidata nel febbraio 1855. I lavori furono portati a termine in tempo per l'apertura all'esercizio avvenuta il 1º gennaio 1857, con un orario che prevedeva tre coppie di treni giornalieri per una percorrenza di circa venti minuti. Nel 1859 lo Stato rilevò l'esercizio della linea, affidandolo in seguito alla SFAI.
Con legge del 29 luglio 1879 furono inserite fra le ferrovie complementari da realizzarsi in Piemonte la linea Airasca-Moretta-Cavallermaggiore e la sua diramazione Moretta-Saluzzo, che diedero in seguito vita al collegamento Airasca-Saluzzo, e fu contestualmente prevista la costruzione di una relazione che mettesse in collegamento Saluzzo con Cuneo. L'incarico al Genio Civile provinciale di redigere un progetto esecutivo fu affidato nel giugno 1883, e lo stesso fu trasmesso l'anno successivo alla Società per le Strade Ferrate del Mediterraneo (SFM) la quale ottenne i relativi finanziamenti con legge del 20 giugno 1888. I lavori, suddivisi su cinque lotti, iniziarono nel marzo 1890 e la ferrovia fu completata il 1º giugno 1892.
Frattanto, anche la Savigliano-Saluzzo, in base alla legge "Baccarini" del 27 aprile 1885, era stata affidata alla stessa SFM, con servizi eserciti dalla Rete Mediterranea; entrambe le linee passarono nel 1905 alle neo-costituite Ferrovie dello Stato.
Con l'apertura della Saluzzo-Cuneo si intensificarono le richieste da parte del comune di Dronero per la realizzazione di "un tronco unente Dronero alla ferrovia Cuneo-Saluzzo". La diramazione Busca-Dronero fu costruita e aperta all'esercizio il 20 settembre 1912, ma l'inaugurazione venne posticipata al 13 ottobre 1913 per consentire a Giolitti, allora Presidente del Consiglio, di partecipare ai festeggiamenti organizzati dall'amministrazione comunale.
Lontane dal fronte della prima guerra mondiale e poco interessate anche dalle vicende della seconda, non costituendo le località servite obiettivi strategici primari, le due linee, ormai gestite come un'unica infrastruttura, risentirono di tali eventi solo per le conseguenti fluttuazioni della domanda di trasporto, iniziando nel secondo dopoguerra un periodo di costante calo dei proventi da traffico dovuto all'avvento della motorizzazione privata e a un orientamento comune non più favorevole al trasporto su ferro.

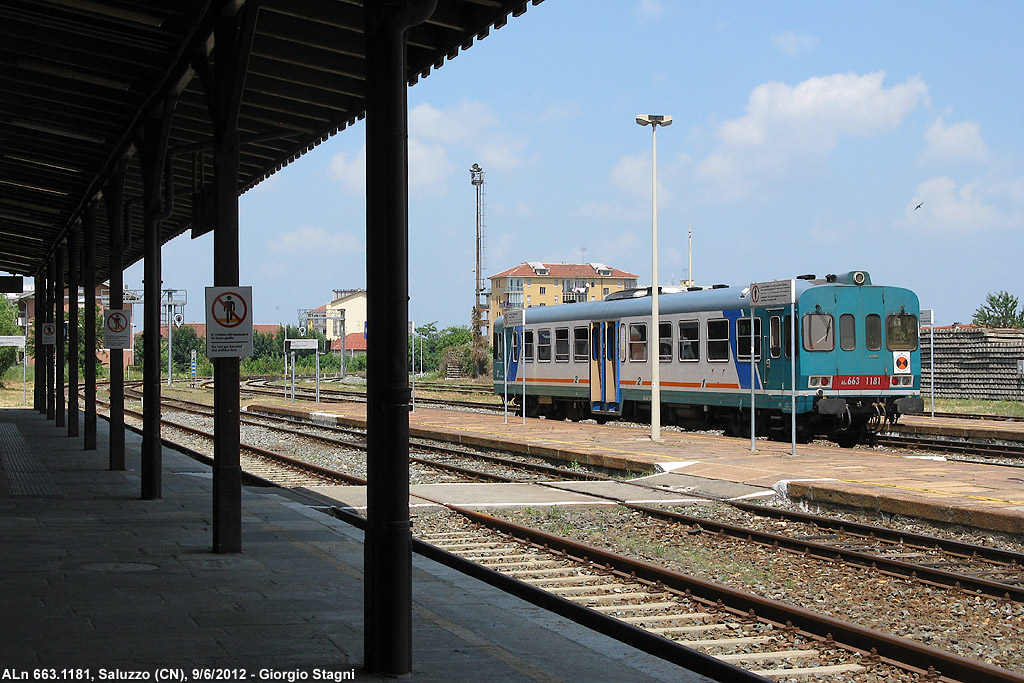
Ultimi servizi passeggeri a Saluzzo prima della chiusura tra il 2012 e il 2019

In tale contesto, nel 1966 la diramazione per Dronero venne chiusa al traffico viaggiatori, ma rimase in esercizio per l'effettuazione di tradotte settimanali per trasporti militari, legname e prodotti metallurgici.
Nel 1989 la tratta Cuneo-Busca venne attrezzata per il Controllo Centralizzato del Traffico (CTC) e di conseguenza il bivio Madonna dell'Olmo venne impresenziato e prese ad essere gestito in telecomando.
La Regione intraprese in tale periodo un esteso piano di ammodernamento della propria rete ferroviaria locale che mirava a diminuire i costi di esercizio attraverso l'automazione e il telecomando degli impianti. A fronte dell'ipotesi di chiusura di alcune linee i lavori condotti portarono il 22 dicembre 1993 all'attivazione del CTC sull'intero nodo di Cuneo e del blocco conta-assi sulla Cuneo-Saluzzo, suddiviso in due sezioni separate dalla stazione di Verzuolo, dotata di doppio segnalamento di protezione e partenza. A completamento degli interventi, analogo sistema di esercizio venne attivato, fra Savigliano e Saluzzo, venne attivato il 6 luglio 1999.
Nel 2001 l'esercizio della linea passò alla neo-costituita Rete Ferroviaria Italiana che due anni dopo dispose la soppressione delle fermate di Lagnasco, Villafalletto e Roata Rossi.
Nel 2012, considerata la pesante situazione economico-finanziaria della Regione Piemonte, che a differenza della confinante Lombardia non intese avviare un programma di valorizzazione del trasporto su ferro, la stessa decretò la sospensione dei contratti di servizio su numerose linee secondarie di propria competenza
; il servizio viaggiatori, operato da Trenitalia, fu soppresso 17 giugno, lasciando alla linea il solo servizio merci.
Un'eventuale riapertura al traffico passeggeri venne prospettata nel 2014, allorché furono definiti i criteri di attribuzione del punteggio in una eventuale gara per l'affidamento del servizio.
Nell'anno 2016 fu presentato, a Torino, il progetto di mobilità MetroGranda, una linea di metropolitana leggera ideata per collegare i principali centri della provincia di Cuneo sfruttando le vecchie linee Savigliano-Saluzzo-Cuneo, Cuneo-Mondovì, Mondovì-Bastia Mondovì, Bastia-Bra, Bra-Cavallermaggiore, Cavallermaggiore-Savigliano. Il progetto presupponeva la ricostruzione della linea Mondovì-Bastia e un ripristino delle linee Bastia-Bra, Mondovì-Cuneo e Cuneo-Saluzzo-Savigliano. Non erano però indicati i finanziamenti necessari.
Il servizio viaggiatori tra la stazione di Savigliano e quella di Saluzzo riprese il 7 gennaio 2019 in seguito a un provvedimento della Regione del novembre 2018. Nel 2020, tuttavia, a causa dei provvedimenti di limitazione degli spostamenti decisi dal governo a motivo della pandemia da COVID-19, la giunta regionale decise di cancellare nuovamente il servizio.

### Riapertura al traffico
Il 27 marzo 2024, il presidente della Regione Piemonte Alberto Cirio annunciò che la riapertura al traffico ferroviario sarebbe avvenuta nel gennaio del 2025 mediante un servizio ferroviario con treni della Arenaways; l'investimento venne indicato in circa 40 milioni di euro per il ripristino.
L’offerta per la linea Cuneo-Saluzzo-Savigliano prevede nel periodo scolastico ventiquattro treni giornalieri nei giorni feriali, di cui quattordici su tutta la tratta, dal lunedì al sabato, e dieci tra Saluzzo e Savigliano, dal lunedì al venerdì; nei giorni festivi otto treni giornalieri su tutta la tratta; nel periodo non scolastico sono previsti dieci treni al giorno, dal lunedì al venerdì, di cui sei sull’intero percorso e quattro tra Saluzzo e Savigliano. Il servizio sarà effettuato con una flotta di quattro treni a tre casse ATR 220, dotati ognuno di 155 posti a sedere.
il 25 gennaio 2025 alle ore 15:00 è stato effettuato il viaggio inaugurale per la riapertura della tratta. Il servizio regolare è ripreso a partire da lunedì 27 gennaio.

## Caratteristiche
| Continuation backward |

| Unknown route-map component "KRWgl" | Unknown route-map component "KRW+r" |

| Station on track | Unknown route-map component "KDSTxe" |

| Unknown route-map component "eKRWg+l" | Unknown route-map component "exKRWr" |

| Unknown route-map component "STR2" + Unknown route-map component "ABZgl" | Unknown route-map component "STRc3" + Unknown route-map component "CONTfq" |

| 39+166 |
| 0+000  |

| Unknown route-map component "STRc1" + Straight track | Unknown route-map component "KDST4" |

| Small bridge over water |

| Unknown route-map component "eHST" |

| Small bridge over water |

| Unknown route-map component "eHST" |

| Unknown route-map component "exCONTgq" | Unknown route-map component "eABZg+r" |  |  |

| Unknown route-map component "exKRW+l" | Unknown route-map component "eKRWgr" |  |  |

| Unknown route-map component "exKBHFe" | Station on track |  |  |

| 14+098 |
| 32+597 |

| Stop on track |

| Unknown route-map component "KRWgl" | Unknown route-map component "KRW+r" |

| Unknown route-map component "KINTa" | Station on track | Interchange on track |  |

| Unknown route-map component "KRWl" | Unknown route-map component "KRWg+lr" | Unknown route-map component "KRWr" |  |

| Stop on track |

| Small bridge over water |

| Unknown route-map component "eHST" |

| Unknown route-map component "KINTaq" | Unknown route-map component "STR+r" + Unknown route-map component "eKRWgl" | Unknown route-map component "exKRW+r" |  |

| Station on track | Unknown route-map component "xINT" |

| Unknown route-map component "eKRWg+l" | Unknown route-map component "exKRWr" |

| Small bridge over water |

| Unknown route-map component "exCONTgq" | Unknown route-map component "eABZgr" |  |  |

| Unknown route-map component "eHST" |

| Small bridge over water |

| Unknown route-map component "eHST" |

|  | Unknown route-map component "eABZg2" | Unknown route-map component "ABZl+3xf" + Unknown route-map component "exÜWu3" | Unknown route-map component "CONTfq" |

| 2+252  |
| 72+418 |

|  | Unknown route-map component "ABZg+1xu" + Unknown route-map component "STR+l" | Unknown route-map component "exABZg+4" + Unknown route-map component "STR+r" |  |

| Straight track + Unknown route-map component "RP2O-n" | Straight track |

| Unknown route-map component "hKRZWae" + Unknown route-map component "RP2" | Unknown route-map component "hKRZWae" |

| Straight track + Unknown route-map component "RP2l" | Station on track |

|  | Straight track | Unknown route-map component "exLLSTR2" + Unknown route-map component "xABZgl" | Unknown route-map component "exLLSTRc3" + Unknown route-map component "CONTfq" |

|  | Straight track | Unknown route-map component "exLLSTRc12" + Unknown route-map component "exKDSTe" | Unknown route-map component "exLLSTR3+4" |

|  | Station on track | Unknown route-map component "exLLSTR+1" | Unknown route-map component "exSTRc4" |

|  | Unknown route-map component "xABZgl" | Unknown route-map component "exLSTRl" + Transverse track | Unknown route-map component "CONTfq" |

| Unknown route-map component "exKDSTe" |

La linea, a binario unico non elettrificato, è lunga 49 km e nella sezione Savigliano-Saluzzo comprende un 17% di tratti in curva, presenta una pendenza media del 2,6 per mille e una massima del 17 per mille. Oltre a due ponti lunghi 11,8 e 15 metri sono presenti tre cavalcavia e numerose opere d'arte minori. La Cuneo-Saluzzo è lunga 31,8 km di cui il 20% in curva, ha una pendenza media del 7,3 per mille e una massima 17,5; fra le numerose opere d'arte annovera otto ponti a travata metallica
La circolazione dei treni è svolta con controllo centralizzato del traffico e regolata mediante il Dirigente Centrale Operativo di Cuneo. Sono abilitate le stazioni estreme di Savigliano e di Cuneo e quella intermedia di Verzuolo.

### Percorso
Diramatasi dalla radice sud della stazione di Savigliano, la linea prosegue in rettilineo verso ovest, oltrepassando il fiume Varaita e superando a metà percorso l'ex stazione di Lagnasco per raggiungere quella di Saluzzo subito dopo aver incontrato sulla destra, fino al 1986, il binario della soppressa ferrovia Airasca-Saluzzo.

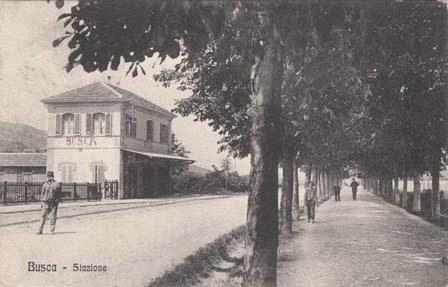
Stazione di Busca in una cartolina d'epoca

Il binario prosegue verso sud, affiancandosi al tracciato della ex tranvia Saluzzo-Cuneo, attiva fra il 1880 e il 1948 e incontrando la fermata di Manta, il cui ex fabbricato viaggiatori fu oggetto nel 2005 di un intervento di ristrutturazione che consentì di ospitarvi la locale sezione della Croce Rossa e la stazione di Verzuolo, impianto che origina movimento merci destinato al locale stabilimento delle Cartiere Burgo.
Viene poi raggiunta la fermata di Costigliole Saluzzo, un tempo località di interscambio con la tranvia Costigliole-Venasca, superato nuovamente il Varaita e, volgendo a sud est verso la valle Maira, l'ex fermata di Villafalletto per poi risalire il corso del torrente alla volta della stazione di Busca, ove è operativo il raccordo con il Mulino Piemontese.
Scavalcato il torrente Maira e lasciata sulla destra la diramazione per Dronero, la linea prosegue dunque nuovamente verso sud superando la ex fermata di Roata Rossi e giungendo infine alla stazione di Cuneo dopo aver impegnato il bivio Madonna dell'Olmo.